# Trigonobalanus excelsa
Trigonobalanus excelsa är en bokväxtart som beskrevs av Lozano, Hern. Cam. och Henao. Trigonobalanus excelsa ingår i släktet Trigonobalanus och familjen bokväxter. IUCN kategoriserar arten globalt som sårbar.
Artens utbredningsområde är Colombia. Inga underarter finns listade i Catalogue of Life.